# افرای آلاسکا
افرای آلاسکا (نام علمی: Acer alaskense) نام یک گونه از سرده افرا است.